# Associazione Sportiva Calcio Viareggio 1970-1971
Questa voce raccoglie le informazioni riguardanti l'Associazione Sportiva Calcio Viareggio nelle competizioni ufficiali della stagione 1970-1971.

## Stagione
Quattordicesima stagione di Serie C, III livello. Venasco Bini, al comando per l'ultimo anno, sostituisce Quinto Bertoloni (144 panchine bianconere) con il giovane allenatore Enzo Riccomini (183): due tecnici, che hanno scritto la storia della società. L'indicazione è sempre quella: salvezza. Con un po' di alti e bassi, sarà una salvezza comoda. Esordisce Oreste Cinquini, portiere di belle speranze, viareggino. In seguito diventerà direttore generale della società e avrà una carriera in altri club.
Da segnalare il pareggio per 0-0 contro il Genoa sia all'andata che al ritorno. Il Grifone rossoblù vincerà il campionato.

## Rosa
| N. |                   | Ruolo | Calciatore         |
| -- | ----------------- | ----- | ------------------ |
|    | Italia (bandiera) | D     | Remo Bonzi         |
|    | Italia (bandiera) | P     | Giorgio Ciaschini  |
|    | Italia (bandiera) | P     | Oreste Cinquini    |
|    | Italia (bandiera) | D     | Rolando Coscetti   |
|    | Italia (bandiera) | D     | Edoardo Cupisti    |
|    | Italia (bandiera) | A     | Giovanni Ferradini |
|    | Italia (bandiera) | C     | Luigi Ferrari      |
|    | Italia (bandiera) | C     | Rossano Giampaglia |
|    | Italia (bandiera) | D     | Marino Marlia      |
|    | Italia (bandiera) | A     | Antonio Matrone    |

| N. |                   | Ruolo | Calciatore            |
| -- | ----------------- | ----- | --------------------- |
|    | Italia (bandiera) | C     | Mario Morosini        |
|    | Italia (bandiera) | C     | Oriano Nenci          |
|    | Italia (bandiera) | C     | Giuseppe Palazzese    |
|    | Italia (bandiera) | C     | Giuseppe Pancini      |
|    | Italia (bandiera) | C     | Lorenzo Rossi         |
|    | Italia (bandiera) | A     | Antonio Santagiuliana |
|    | Italia (bandiera) | D     | Alberto Torrioni      |
|    | Italia (bandiera) | D     | Roberto Turchi        |
|    | Italia (bandiera) | D     | Antonio Vannucchi     |
|    | Italia (bandiera) | C     | Claudio Viviani       |